# Удаянга Виратунга
Удаянга Виратунга (синг.උදයංග වීරතුංග) — посол Шри-Ланки в России, племянник президента Махинды Раджапаксы.
Родился 22 марта 1964 года на юге Шри-Ланки. С 1985 по 1991 учился в Киеве. Занимался бизнесом в области туризма и чая. С 2006 года посол в Москве (аккредитован также в Армении, Беларуси, Грузии, Казахстане, Молдове, Узбекистане и Украине). Женат, имеет двух детей.